# Liste der Einträge im National Register of Historic Places im Johnson County (Iowa)

Lage des Johnson County in Iowa

Die Liste der Einträge im National Register of Historic Places im Johnson County in Iowa führt die Bauwerke und historischen Stätten im Johnson County auf, die in das National Register of Historic Places aufgenommen wurden.

## Legende
| NRHP | Historic Place             |
| HD   | Historic District          |
| NHL  | National Historic Landmark |

## Aktuelle Einträge
| [ 2 ] | Name                                                        | Bild                                                        | Eintragsdatum                 | Lage | Ort                       | Beschreibung |
| ----- | ----------------------------------------------------------- | ----------------------------------------------------------- | ----------------------------- | --- | ------------------------- | --- |
| 1     | Ned Ashton House                                            | Ned Ashton House                                            | 2001 ID-Nr. 00001677          | 820 Park Road 41° 40′ 20″ N, 91° 33′ 3″ W | Iowa City                 | 1948 im Stil der Moderne errichtetes Wohnhaus                                                                                                |
| 2     | Charles Berryhill House                                     | Charles Berryhill House                                     | 1979 ID-Nr. 79000904          | 414 Brown Street 41° 40′ 13″ N, 91° 31′ 46″ W | Iowa City                 | Um 1850 errichtetes Wohnhaus |
| 3     | Bethel AME Church                                           | Bethel AME Church                                           | 2000 ID-Nr. 00000925          | 411 South Governor Street 41° 39′ 22″ N, 91° 31′ 23″ W | Iowa City                 | 1868 errichtete African Methodist Episcopal Church                                                                                           |
| 4     | Billingsley-Hills House                                     | Billingsley-Hills House                                     | 1983 ID-Nr. 83000376          | 629 Melrose Avenue 41° 39′ 23″ N, 91° 32′ 54″ W | Iowa City                 | 1870 im viktorianischen Stil errichtetes Wohnhaus                                                                                            |
| 5     | Boerner-Fry Company/Davis Hotel                             | Boerner-Fry Company/Davis Hotel                             | 1983 ID-Nr. 83000377          | 332 East Washington Street 41° 39′ 37″ N, 91° 31′ 49″ W | Iowa City                 | Um 1876 errichtetes Geschäftshaus; danach Hotel; heute Apartments                                                                            |
| 6     | William Bostick House                                       | William Bostick House                                       | 1996 ID-Nr. 96000312          | 115 North Gilbert Street 41° 39′ 45″ N, 91° 31′ 50″ W | Iowa City                 | 1851 im Stil des Colonial Revival errichtetes Wohnhaus                                                                                       |
| 6     | Bowery Street Grocery Store                                 | Bowery Street Grocery Store                                 | 2014 ID-Nr. 14000112          | 518 East Bowery Street 41° 39′ 15,1″ N, 91° 31′ 41,2″ W | Iowa City                 | |
| 7     | Brown Street Historic District                              | Brown Street Historic District                              | 1994 ID-Nr. 94001112          | Brown Street zwischen Linn Street und Governor Street und angrenzende Seitenstraßen seit 2004 um die Blöcke 500–800 der East Ronald Street erweitert (Ref.-Nr.: 04001096) 41° 40′ 15″ N, 91° 31′ 42″ W | Iowa City                 | 82 Gebäude verschiedener Baustile; Teil der Multiple Property Submission (MPS) Iowa City                                                     |
| 8     | Buresh Farm                                                 |                                                             | 1977 ID-Nr. 77000533          | Abseits des IA 382 41° 48′ 35″ N, 91° 33′ 46″ W | Solon                     | 1894 angelegte Farm |
| 9     | Wilbur D. and Hattie Cannon House                           | Wilbur D. and Hattie Cannon House                           | 1994 ID-Nr. 94001198          | 320 Melrose Avenue 41° 39′ 23″ N, 91° 32′ 42″ W | Iowa City                 | 1884 im Italianate-Stil errichtetes Wohnhaus                                                                                                 |
| 10    | Thomas C. Carson House                                      | Thomas C. Carson House                                      | 1982 ID-Nr. 82002623          | 906 East College Street 41° 39′ 33″ N, 91° 31′ 21″ W | Iowa City                 | 1875 errichtetes Wohnhaus |
| 11    | Cavanaugh-Zetek House                                       | Cavanaugh-Zetek House                                       | 1977 ID-Nr. 77000527          | 704 Reno Street 41° 40′ 8″ N, 91° 31′ 5″ W | Iowa City                 | 1870 im neugotischen Stil errichtetes Wohnhaus                                                                                               |
| 12    | Chicago, Rock Island and Pacific Railroad Passenger Station | Chicago, Rock Island and Pacific Railroad Passenger Station | 1982 ID-Nr. 82000411          | 115 Wright Street 41° 39′ 13″ N, 91° 32′ 1″ W | Iowa City                 | 1898 im neuromanischen Stil errichtetes Bahnhofsgebäude der früheren Chicago, Rock Island and Pacific Railroad                               |
| 13    | Clark House                                                 | Clark House                                                 | 1996 ID-Nr. 96000545          | 829 Kirkwood Avenue 41° 38′ 56″ N, 91° 31′ 22″ W | Iowa City                 | 1874 im Italianate-Stil errichtetes Wohnhaus                                                                                                 |
| 14    | Close House                                                 | Close House                                                 | 1974 ID-Nr. 74000791          | 538 South Gilbert Street 41° 39′ 16″ N, 91° 31′ 47″ W | Iowa City                 | 1874 im Italianate-Stil errichtetes Wohnhaus                                                                                                 |
| 15    | College Block Building                                      | College Block Building                                      | 1973 ID-Nr. 73000728          | 125 East College Street 41° 39′ 31″ N, 91° 31′ 35″ W | Iowa City                 | 1878 errichtetes Geschäftshaus |
| 16    | College Green Historic District                             | College Green Historic District                             | 1997 ID-Nr. 97000623          | Abgegrenzt durch Burlington Street, Summit Street, Washington Street und Van Buren Street 41° 39′ 32″ N, 91° 31′ 32″ W                                                                                 | Iowa City                 | 37 Gebäude in verschiedenen Baustilen; Teil der MPS Iowa City                                                                                |
| 17    | Congregational Church of Iowa City                          | Congregational Church of Iowa City                          | 1973 ID-Nr. 73000729          | 30 North Clinton Street 41° 39′ 44″ N, 91° 32′ 2″ W | Iowa City                 | 1869 im neugotischen Stil errichtete Kirche                                                                                                  |
| 18    | Coralville Public School                                    | Coralville Public School                                    | 1974 ID-Nr. 74000789          | 402-404 5th Street 41° 40′ 26″ N, 91° 34′ 12″ W | Coralville                | 1876 errichtetes Schulgebäude |
| 19    | Coralville Union Ecclesiastical Church                      | Coralville Union Ecclesiastical Church                      | 1977 ID-Nr. 77000526          | 405 2nd Avenue 41° 40′ 22″ N, 91° 33′ 57″ W | Coralville                | 1885 errichtetes Kirchengebäude; heute Museum                                                                                                |
| 20    | Cottage at Rock and Dubuque Streets                         | Cottage at Rock and Dubuque Streets                         | 1985 ID-Nr. 85000004          | Route 4, Box 3 41° 48′ 35″ N, 91° 29′ 40″ W | Solon                     | 1870 im Queen-Anne-Stil errichtetes Wohnhaus                                                                                                 |
| 21    | Czecho Slovakian Association Hall                           | Czecho Slovakian Association Hall                           | 1976 ID-Nr. 76000775          | 524 North Johnson Street 41° 40′ 2″ N, 91° 31′ 36″ W | Iowa City                 | Im Jahr 1900 errichtetes Versammlungshaus der Czecho Slovakian Association                                                                   |
| 22    | East College Street Historic District                       | East College Street Historic District                       | 1997 ID-Nr. 97000624          | Abgegrenzt durch Muscatine Avenue, Summitt Street, Washington Street und Burlington Street 41° 39′ 28″ N, 91° 31′ 40″ W                                                                                | Iowa City                 | 21 Gebäude in verschiedenen Baustilen; Teil der MPS Iowa City                                                                                |
| 23    | Economy Advertising Company                                 | Economy Advertising Company                                 | 1986 ID-Nr. 86000875          | 119-123 North Linn Street 41° 39′ 48″ N, 91° 31′ 53″ W | Iowa City                 | 1923 errichtetes Bürogebäude |
| 24    | Englert Theatre                                             | Englert Theatre                                             | 2001 ID-Nr. 01000911          | 221 East Washington Street 41° 39′ 35″ N, 91° 31′ 56″ W | Iowa City                 | 1912 in einem Stilmix aus Neorenaissance und Tudor Revival errichtetes Theater                                                               |
| 25    | First Johnson County Asylum                                 | First Johnson County Asylum                                 | 1978 ID-Nr. 78001226          | westlich von Iowa City 41° 39′ 22″ N, 91° 36′ 18″ W | Iowa City                 | 1855 errichtetes Armenhaus |
| 26    | First Welsh Congregational Church                           | First Welsh Congregational Church                           | 1977 ID-Nr. 77000528          | Abseits des IA 1 41° 36′ 47″ N, 91° 36′ 33″ W | Iowa City                 | 1871 errichtete Kirche |
| 27    | Arthur Hillyer Ford House                                   | Arthur Hillyer Ford House                                   | 1986 ID-Nr. 86000713          | 228 Brown Street 41° 40′ 14″ N, 91° 31′ 48″ W | Iowa City                 | 1909 im Spanish Colonial Revival genannten Baustil errichtetes Wohnhaus                                                                      |
| 28    | Franklin Printing House                                     | Franklin Printing House                                     | 1986 ID-Nr. 86000712          | 115 South Dubuque Street 41° 39′ 34″ N, 91° 32′ 0″ W | Iowa City                 | 1856 errichtete Druckerei |
| 29    | Gilbert-Linn Street Historic District                       | Gilbert-Linn Street Historic District                       | 2005 ID-Nr. 05000366          | Teile der Blöcke 300-600 der North Gilbert Street und der North Linn Street 41° 40′ 0″ N, 91° 31′ 49″ W                                                                                                | Iowa City                 | 94 Gebäude in verschiedenen Baustilen; Teil der MPS Iowa City                                                                                |
| 30    | Emma J. Harvat and Mary E. Stach House                      | Emma J. Harvat and Mary E. Stach House                      | 2000 ID-Nr. 00000478          | 332 East Davenport Street 41° 40′ 2″ N, 91° 31′ 49″ W | Iowa City                 | 1918 errichtetes Wohnhaus; Teil der MPS Iowa City                                                                                            |
| 31    | Henyon-Kasper-Duffy Barn                                    | Henyon-Kasper-Duffy Barn                                    | 2004 ID-Nr. 03001348          | 2520 IA 1, Northeast 41° 44′ 58″ N, 91° 28′ 20″ W | Solon                     | 1874 errichtete Scheune |
| 32    | Jackson-Swisher House and Carriage House                    | Jackson-Swisher House and Carriage House                    | 1982 ID-Nr. 82000412          | 120 East Fairchild Street 41° 40′ 2″ N, 91° 32′ 0″ W | Iowa City                 | 1877 im neugotischen Stil errichtetes Wohnhaus mit Remise                                                                                    |
| 33    | Jefferson Street Historic District                          | Jefferson Street Historic District                          | 2004 ID-Nr. 04001097          | Teile der Blöcke 100-400 der East Jefferson Street 41° 39′ 46″ N, 91° 31′ 51″ W | Iowa City                 | 36 Gebäude in der Innenstadt von Iowa City Teil der MPS Iowa City                                                                            |
| 34    | Johnson County Courthouse                                   | Johnson County Courthouse                                   | 1975 ID-Nr. 75000692          | South Clinton Street 41° 39′ 22″ N, 91° 32′ 7″ W | Iowa City                 | 1901 im neuromanischen Stil errichtetes Justiz- und Verwaltungsgebäude des Johnson County                                                    |
| 35    | Sylvanus Johnson House                                      | Sylvanus Johnson House                                      | 1990 ID-Nr. 90001857          | 2155 Prairie du Chien Road 41° 41′ 26″ N, 91° 31′ 31″ W | Iowa City                 | 1850 errichtetes Wohnhaus |
| 36    | Kirkwood House                                              | Kirkwood House                                              | 1974 ID-Nr. 74000792          | 1101 Kirkwood Street 41° 38′ 57″ N, 91° 31′ 9″ W | Iowa City                 | 1864 errichtetes Wohnhaus |
| 37    | Letovsky-Rohret House                                       | Letovsky-Rohret House                                       | 1982 ID-Nr. 82002624          | 515 East Davenport Street 41° 39′ 55″ N, 91° 31′ 39″ W | Iowa City                 | 1881 im Stil des Greek Revival errichtetes Wohnhaus                                                                                          |
| 38    | Linsay House                                                | Linsay House                                                | 1977 ID-Nr. 77000529          | 935 East College Street 41° 39′ 27″ N, 91° 31′ 17″ W | Iowa City                 | 1893 errichtetes Gästehaus |
| 39    | Longfellow Historic District                                | Longfellow Historic District                                | 2002 ID-Nr. 02001023          | Abgegrenzt durch Court Street, Rundell Street, Sheridan Street und die Longfellow School 41° 39′ 16″ N, 91° 30′ 59″ W                                                                                  | Iowa City                 | 250 Gebäude in verschiedenen Baustilen; Teil der MPS Iowa City                                                                               |
| 40    | James McCollister Farmstead                                 | James McCollister Farmstead                                 | 1976 ID-Nr. 76000776          | South Gilbert Street 41° 38′ 3″ N, 91° 31′ 45″ W | Iowa City                 | 1864 angelegte Farm |
| 41    | Melrose Historic District                                   | Melrose Historic District                                   | 2004 ID-Nr. 04001321          | Teile von Melrose Avenue, Melrose Ct., Melrose Circle, Brookland Park Drive, Brookland Place und Myrtle Avenue 41° 39′ 21″ N, 91° 32′ 45″ W                                                            | Iowa City                 | 112 Gebäude in verschiedenen Baustilen; Teil der MPS Iowa City                                                                               |
| 42    | Miller Round Barn                                           | Miller Round Barn                                           | 1986 ID-Nr. 86001445          | County Road F62 41° 33′ 38″ N, 91° 37′ 52″ W | Sharon Center             | 1918 errichtete Rundscheune |
| 43    | Muscatine Avenue Moffitt Cottage Historic District          | Muscatine Avenue Moffitt Cottage Historic District          | 1993 ID-Nr. 93000327          | 1322-1330 Muscatine Avenue 41° 39′ 26″ N, 91° 30′ 55″ W | Iowa City                 | fünf in den Jahren 1939–1940 errichtete kleine Wohnhäuser                                                                                    |
| 44    | Nicking House                                               | Nicking House                                               | 1975 ID-Nr. 75000693          | 410 East Market Street 41° 39′ 49″ N, 91° 31′ 45″ W | Iowa City                 | 1854 errichtetes Wohnhaus |
| 45    | Old Brick Church                                            | Old Brick Church                                            | 1973 ID-Nr. 73000730          | 26 East Market Street 41° 39′ 50″ N, 91° 32′ 4″ W | Iowa City                 | 1856 aus Backsteinen errichtete Kirche im neuromanischen Stil                                                                                |
| 46    | Oakes-Wood House                                            | Oakes-Wood House                                            | 1978 ID-Nr. 78001227          | 1142 East Court Street 41° 39′ 25″ N, 91° 31′ 5″ W | Iowa City                 | 1858 im Italianate-Stil errichtetes Wohnhaus                                                                                                 |
| 47    | Old Capitol                                                 | Old Capitol                                                 | 1972 ID-Nr. 72000475          | Campus der University of Iowa 41° 39′ 41″ N, 91° 32′ 8″ W | Iowa City                 | 1842 im Stil des Greek Revival errichtetes früheres Parlamentsgebäude von Iowa; heute Teil der Universität                                   |
| 48    | Old Post Office                                             | Old Post Office                                             | 1979 ID-Nr. 79000905          | 28 South Linn Street 41° 39′ 38″ N, 91° 31′ 52″ W | Iowa City                 | 1904 im Beaux-Arts-Stil errichtetes früheres Postamt                                                                                         |
| 49    | Old Settlers' Association of Johnson County Cabins          | Old Settlers' Association of Johnson County Cabins          | 2013 ID-Nr. 13000429          | Upper City Park Road 41° 40′ 21,7″ N, 91° 32′ 13,4″ W | Iowa City                 | |
| 50    | Oxford Commercial Historic District                         | Oxford Commercial Historic District                         | 1997 ID-Nr. 97000389          | Augusta Avenue zwischen Wilson Street und East Center Street 41° 43′ 26″ N, 91° 47′ 25″ W | Oxford                    | 16 im neuromanischen und im Italianate-Stil errichtete Gebäude im Zentrum                                                                    |
| 51    | Park House Hotel                                            | Park House Hotel                                            | 1978 ID-Nr. 78001229          | 130 E. Jefferson Street 41° 39′ 46″ N, 91° 32′ 0″ W | Iowa City                 | 1852 errichtetes Hotel |
| 52    | Paul-Helen Building                                         | Paul-Helen Building                                         | 1986 ID-Nr. 86000708          | 207-215 East Washington Street 41° 39′ 35″ N, 91° 31′ 57″ W | Iowa City                 | 1910 im Stil der Chicagoer Schule errichtetes Mehrzweckgebäude (Büros, Ladenlokal, Versammlungshalle, Restaurant)                            |
| 53    | Pentacrest                                                  | Pentacrest                                                  | 1978 ID-Nr. 78001230          | Abgegrenzt durch Clinton Street, Madison Street, Jefferson Street und Washington Street 41° 39′ 41″ N, 91° 32′ 9″ W                                                                                    | Iowa City                 | Vier Gebäude auf dem Campus der University of Iowa um das frühere State Capitol: Jessup Hall, Macbride Hall, MacLean Hall und Schaeffer Hall |
| 54    | Plum Grove                                                  | Plum Grove                                                  | 1973 ID-Nr. 73000731          | 1030 Carroll Avenue 41° 38′ 52″ N, 91° 31′ 28″ W | Iowa City                 | 1844 im Greek Revival errichtetes Farmhaus; heute Museum                                                                                     |
| 55    | Polygonal Barn, Lincoln Township                            |                                                             | 1986 ID-Nr. 86001452          | Abseits der US 6 41° 35′ 16″ N, 91° 23′ 41″ W | Lincoln Township          | Um 1880 errichtete vieleckige Rundscheune |
| 56    | A.W. Pratt House                                            | A.W. Pratt House                                            | 1983 ID-Nr. 83000378          | 503 Melrose Avenue 41° 39′ 23,5″ N, 91° 32′ 45,4″ W | Iowa City                 | 1885 errichtetes Anwesen |
| 57    | Samuel and Emma A. Ranshaw House                            | Samuel and Emma A. Ranshaw House                            | 2012 ID-Nr. 12000814          | 515 West Penn Street 41° 45′ 5,3″ N, 91° 36′ 21,1″ W | North Liberty             | Um das Jahr 1900 errichtetes Wohnhaus |
| 58    | F.X. Rittenmeyer House                                      | F.X. Rittenmeyer House                                      | 1979 ID-Nr. 79000906          | 630 East Fairchild Street 41° 40′ 1″ N, 91° 31′ 32″ W | Iowa City                 | Um 1875 errichtetes Wohnhaus |
| 59    | Roberts Octagon Barn                                        |                                                             | 30. Juni 1986 ID-Nr. 86001449 | County Road W62 41° 35′ 24″ N, 91° 38′ 7″ W | Sharon Center             | 1883 errichtete achteckige Rundscheune |
| 60    | Rose Hill                                                   | Rose Hill                                                   | 1992 ID-Nr. 92000425          | 1415 East Davenport Street 41° 39′ 57″ N, 91° 31′ 1″ W | Iowa City                 | 1849 errichtetes Wohnhaus |
| 61    | Saints Peter and Paul Catholic Church                       | Saints Peter and Paul Catholic Church                       | 1997 ID-Nr. 97000622          | 1165 Northeast Taft Avenue 41° 50′ 57″ N, 91° 27′ 49″ W | Cedar Township            | 1916 errichtete katholische Kirche tschechischer Einwanderer                                                                                 |
| 62    | St. John's Lutheran Church                                  | St. John's Lutheran Church                                  | 1977 ID-Nr. 77000532          | 520th Street, Southwest Ecke Sharon Center Road 41° 33′ 15″ N, 91° 40′ 3″ W | Sharon Township           | 1875 errichtete lutherische Kirche |
| 63    | St. Mary's Church and Rectory                               | St. Mary's Church and Rectory                               | 1980 ID-Nr. 80001454          | 220 East Jefferson Street 41° 39′ 46″ N, 91° 31′ 54″ W | Iowa City                 | 1867 errichtete katholische Kirche |
| 64    | St. Mary's Rectory                                          | St. Mary's Rectory                                          | 1995 ID-Nr. 95000811          | 610 East Jefferson Street 41° 39′ 48″ N, 91° 31′ 54″ W | Iowa City                 | 1854 errichtetes katholisches Pfarramt |
| 65    | Schindhelm-Drews House                                      | Schindhelm-Drews House                                      | 1994 ID-Nr. 93001589          | 410 North Lucas Street 41° 39′ 58″ N, 91° 31′ 27″ W | Iowa City                 | 1855 errichtetes Wohnhaus |
| 66    | Secrest Octagon Barn                                        | Secrest Octagon Barn                                        | 1974 ID-Nr. 74000790          | West of Downey 41° 36′ 49″ N, 91° 22′ 13″ W | Scott Township            | 1883 errichtete achteckige Rundscheune |
| 67    | Bohumil Shimek House                                        | Bohumil Shimek House                                        | 1991 ID-Nr. 91001837          | 529 Brown Street 41° 40′ 11″ N, 91° 31′ 37″ W | Iowa City                 | Um das Jahr 1900 im viktorianischen Stil errichtetes Anwesen                                                                                 |
| 68    | Sigma Pi Fraternity House                                   | Sigma Pi Fraternity House                                   | 2013 ID-Nr. 13001019          | 108 McLean Street 41° 40′ 10″ N, 91° 32′ 29,7″ W | Iowa City                 | Zwischen 1926 und 1929 errichtetes Haus des örtlichen Chapters der Studentenverbindung Sigma Pi                                              |
| 69    | South Summit Street District                                | South Summit Street District                                | 1973 ID-Nr. 73000732          | 301-818 South Summit Street 41° 39′ 16″ N, 91° 31′ 16″ W | Iowa City                 | 37 in verschiedenen Baustilen errichtete Gebäude im Zentrum von Iowa City                                                                    |
| 70    | Old State Quarry                                            |                                                             | 1998 ID-Nr. 97001676          | Rund 150 m südlich des Südendes der Rice Bridge Lane; am Coralville Lake 41° 45′ 48″ N, 91° 34′ 13″ W                                                                                                  | North Liberty             | 1842 angelegter Steinbruch |
| 71    | Stone Academy                                               | Stone Academy                                               | 2001 ID-Nr. 00001653          | IA 1 41° 50′ 20″ N, 91° 30′ 5″ W | nördlich von Solon        | 1842 errichtetes Schulgebäude |
| 72    | Summit Apartment Building                                   | Summit Apartment Building                                   | 1983 ID-Nr. 83004188          | 228 South Summit Street 41° 39′ 29″ N, 91° 31′ 14″ W | Iowa City                 | 1916 im Stil der Prairie Houses errichtetes Apartmenthaus                                                                                    |
| 73    | Sutliff Bridge                                              | Sutliff Bridge                                              | 1998 ID-Nr. 98000520          | Brücke der Sutliff Road über den Cedar River 41° 50′ 22,7″ N, 91° 23′ 32,8″ W | Sutliff                   | 1897 errichtete Fachwerkbrücke |
| 74    | Trinity Episcopal Church                                    | Trinity Episcopal Church                                    | 1974 ID-Nr. 74000793          | 320 East College Street 41° 39′ 33″ N, 91° 31′ 49″ W | Iowa City                 | 1871 im neugotischen Stil errichtete Kirche                                                                                                  |
| 75    | Union Brewery                                               | Union Brewery                                               | 1986 ID-Nr. 86000710          | 127-131 North Linn Street und 221-227 East Market Street 41° 39′ 48″ N, 91° 31′ 54″ W | Iowa City                 | 1856 im Italianate-Stil errichtete Brauerei                                                                                                  |
| 76    | Van Patten House                                            | Van Patten House                                            | 1983 ID-Nr. 83000379          | 9 South Linn Street 41° 39′ 38″ N, 91° 30′ 57″ W | Iowa City                 | 1874 errichtetes Schulgebäude |
| 77    | Vogt House                                                  | Vogt House                                                  | 1978 ID-Nr. 78001231          | 800 North Van Buren Street 41° 40′ 15″ N, 91° 31′ 42″ W | Iowa City                 | 1890 im Queen-Anne-Stil errichtetes Wohnhaus                                                                                                 |
| 78    | Washington Township Center High School                      |                                                             | 1979 ID-Nr. 79000903          | Derby Avenue, Southwest Ecke 520th Street 41° 33′ 20″ N, 91° 46′ 12″ W | Washington Township       | 1926 errichtetes Schulgebäude |
| 79    | Roland and Marilyn Wehner House                             | Roland and Marilyn Wehner House                             | 2013 ID-Nr. 13000691          | 3112 IA 1 41° 42′ 28,9″ N, 91° 28′ 58,5″ W | nordöstlich von Iowa City | 1959 im von Frank Lloyd Wright entwickelten Usonia-Stil errichtetes Wohnhaus                                                                 |
| 80    | Jacob Wentz House                                           | Jacob Wentz House                                           | 1974 ID-Nr. 74000794          | 219 North Gilbert Street 41° 39′ 51″ N, 91° 31′ 48″ W | Iowa City                 | 1847 errichtetes Wohnhaus |
| 81    | Isaac A. Wetherby House                                     | Isaac A. Wetherby House                                     | 2009 ID-Nr. 09000127          | 611 North Governor Street 41° 40′ 5″ N, 91° 31′ 22,5″ W | Iowa City                 | 1860 errichtetes Haus des Malers Isaac Augustus Wetherby                                                                                     |
| 82    | H.A. White General Store and House                          | H.A. White General Store and House                          | 1984 ID-Nr. 84001265          | 10 West Cherry Street 41° 45′ 33″ N, 91° 35′ 52″ W | North Liberty             | 1924 errichtetes Wohnhaus |
| 83    | Windrem House                                               | Windrem House                                               | 1977 ID-Nr. 77000531          | 604 Iowa Avenue 41° 39′ 41″ N, 91° 31′ 36″ W | Iowa City                 | 1850 errichtetes Wohnhaus |
| 84    | Woodlawn Historic District                                  | Woodlawn Historic District                                  | 1979 ID-Nr. 79000907          | Einzelne Grundstücke entlang der Woodlawn Avenue 41° 39′ 40″ N, 91° 31′ 10″ W | Iowa City                 | Zwölf um die Jahrhundertwende vom 19. zum 20. Jahrhundert errichtete Gebäude im Queen-Anne und im viktorianischen Stil                       |

## Frühere Einträge
| [ 2 ] | Name                                             | Bild | Eintragsdatum        | Lage                                                      | Ort       | Beschreibung                     |
| ----- | ------------------------------------------------ | ---- | -------------------- | --------------------------------------------------------- | --------- | -------------------------------- |
| 1     | Opera House Block                                |      | 1978 ID-Nr. 78001228 | 210–212 South Clinton Street 41° 39′ 40″ N, 91° 31′ 10″ W | Iowa City | 2006 aus dem Register gestrichen |
| 2     | M. T. Close and Company Flaxseed Warehouse       |      | 1984 ID-Nr. 84001262 | 521 South Gilbert Street 41° 39′ 40″ N, 91° 31′ 10″ W     | Iowa City | 1995 aus dem Register gestrichen |
| 3     | St. Mary's High School                           |      | 1977 ID-Nr. 77000530 | 104 East Jefferson Street 41° 39′ 45,9″ N, 91° 32′ 3″ W   | Iowa City | 1997 aus dem Register gestrichen |
| 4     | Benjamin F. Shambaugh and Bertha M. Horack House |      | 1996 ID-Nr. 96000895 | 219 North Clinton Street 41° 39′ 45,9″ N, 91° 32′ 3″ W    | Iowa City | 2004 aus dem Register gestrichen |